# CAFE JAPAN
『CAFE JAPAN』（カフェ・ジャパン）は、日本のシンガーソングライターである玉置浩二の5枚目のオリジナル・アルバム。
1996年9月13日にソニー・ミュージックレコーズからリリースされた。前作『LOVE SONG BLUE』（1994年）より約1年9ヶ月ぶりとなるオリジナル・アルバムであり、作詞はほぼ全曲で玉置と須藤晃が担当、作曲は全て玉置が担当、プロデューサーは玉置と須藤が担当している。
レコーディングは日本国内の様々なスタジオで多岐に亘って行われ、ほぼ全ての楽器を玉置が単独で担当している事や、前作に引き続きほぼ全曲に亘って玉置が作詞を行っている事を特徴としている。また、収録曲の内「メロディー」のみ安全地帯メンバーの矢萩渉、六土開正、田中裕二が参加している。
本作からは先行シングルとして東京電力のコマーシャル「バヂャー家シリーズ」のイメージソングとして使用された「STAR」、TBS系報道番組『筑紫哲也 NEWS23』（1989年 - 2008年）のエンディングテーマとして使用された「メロディー」、フジテレビ系テレビドラマ『コーチ』（1996年）の主題歌として使用された「田園」（1996年）がシングルカットされた。
本作はオリコンアルバムチャートにおいて最高位第4位で売上枚数は約43万枚となり、売り上げ枚数が40万枚を超えたため日本レコード協会からプラチナ認定を受けるなど玉置のソロ・アルバムの中では最大のヒット作となっている。

## 背景
前作『LOVE SONG BLUE』（1994年）をリリース後、12月21日には玉置としては初の詩画集『星になりたい』を出版した上で絵画展も開催した。1995年に入り6月21日にシングル「STAR」をリリースした他、6月10日より「正義の味方ツアー」と題してライブツアーを開始し、41都市全43公演が行われた。その中から7月17日および18日の東京厚生年金会館での模様を記録した初のライブ・アルバム『T』（1995年）を9月21日にリリースした。同ツアーには後に結婚する事となるキーボード奏者の安藤さと子が参加していた（2007年12月1日に離婚）。
また前年に引き続き俳優業も行っていた玉置は、8月13日放送の日豪合作による、柘植久慶の小説「最後の遭遇」を原作としたNHK総合テレビドラマ『最後の弾丸』に出演、同ドラマはノンブルドール賞ゴールデンレンブラント賞、ハイビジョン国際映像祭アストロラビウム賞（最優秀賞）、放送文化基金賞テレビドラマ部門優秀賞を受賞する事となった。
1996年に入り、1月20日公開の出目昌伸監督による映画『霧の子午線』への出演およびテーマ曲を担当、また5月25日公開の長崎俊一監督による映画『ロマンス』においても出演および音楽を担当した。さらに同年1月7日から12月22日の約1年に亘り放送されたNHK大河ドラマ『秀吉』に出演、玉置は足利義昭を演じた。同ドラマにおける玉置の演技に関して、共演した竹中直人は「ときに奇声を発する無能な義昭を見事に演じて、感動した」と述べるなど、各方面から演技力に関して高い評価を得た。
5月22日にはシングル「メロディー」をリリースし、さらに7月4日から9月19日まで放送されたフジテレビ系テレビドラマ『コーチ』に出演、同ドラマは最終回で視聴率が20パーセントを超えるなどヒット作となった他、作中に登場する「サバカレー」が放送直後に発売され、売り切れ続出により一時は入手困難になるほどの人気となった。さらに同ドラマの主題歌として使用された「田園」を7月21日にシングルとしてリリース、オリコンチャートでは最高位2位を獲得し、売り上げ枚数が92.5万枚となる大ヒット曲となった。その他、9月7日放送のNHK総合土曜ドラマ『ぜいたくな家族』に出演し、フランキー堺と共演した他に玉置が音楽も担当した。フランキー堺は同年6月10日に死去したため、同ドラマが遺作となった。

## 制作、音楽性と歌詞
レコーディングは1996年にソニー・ミュージック信濃町スタジオ、スタジオジャイヴ、ハートビートレコーディングスタジオ、スタジオTOKYO FUN、一口坂スタジオ、セディックスタジオと多岐に亘り行われた。プロデューサーは前作に引き続き玉置と須藤晃との共同プロデュースとなっている。収録曲の内「ファミリー」は同年に死去したフランキー堺を追悼した楽曲となっている。また、歌詞カードのスタッフクレジットの欄にもフランキー堺の名前が記載されている。本作の演奏は、プログラミングとキーボードを安藤さと子と藤井丈司が担当している以外は、全て玉置自身が各楽器を担当、3枚目のオリジナル・アルバム『カリント工場の煙突の上に』（1993年）にて習得した方法を発展させた形となっている。本作には大ヒット曲となった「田園」が収録されているが、同曲は玉置が人生において最も行き詰まっていた時のことを歌詞にした楽曲である。そのため、同曲に関して玉置は「まさにやりたかったこと、歌いたかったこと」であったことから大ヒットしたことに感激したと述べている。
音楽情報サイト『OKMusic』にてライターの帆苅智之は本作の音楽性に関して、1曲目「ファミリー」は会場にいる人々のざわめきから始まる部分がシアトリカルであると指摘し、緩やかなテンポの「全体的には落ち着いたジャジーなバラードといった印象」とした他、複数の楽器を玉置が演奏したものを多重録音しているがそれを感じさせない「グルービーなサウンド」であると表現した。2曲目「CAFE JAPAN」はソウルミュージックのテイストがあるが様々な要素が混ざったロックサウンドであり、1980年代中頃の中森明菜の楽曲の雰囲気を感じさせるとした。3曲目「田園」に関しては抑制が効いたAメロ、Bメロから徐々に加速しサビへと流れる作りになっていると指摘し、サビを強調する構成に関して「ポップミュージックの何たるかを理解している人の手練れた仕事っぷりと言える」と表現した。4曲目「ヘイ! ヘイ!」はローリング・ストーンズへのオマージュを感じさせるロックンロールナンバーであるとし、5曲目「STAR」はサイモン&ガーファンクルを彷彿させるとした上で、囁くようなウイスパーボイスが特徴であるとした。6曲目「SPECIAL」はモータウンサウンドであるとし、スプリームスの「恋はあせらず」（1966年）との類似性を指摘している。7曲目「フラッグ」はマイナーながらキャッチーなサビメロが印象的であるとし、8曲目「Honeybee」はサイケデリック・ロックを意識したファンクナンバーであるとした。9曲目「愛を伝えて」および10曲目「あの時代に…」は共にバラードナンバーであり、唱歌のようなシンプルなメロディーであるとした。11曲目「メロディー」には安全地帯のメンバーが参加している事を指摘した上で、弾き語りで始まる前半からバンドサウンドへと変化する事やサビのリフレインによりサウンドが迫力を増す事を指摘した。

## リリース、プロモーション、ツアー
本作は1996年9月13日にソニー・ミュージックレコーズからCDおよびMDの2形態でリリースされた。初回限定版は3Dジャケット仕様になっている。本作からは先行シングルとして1995年6月21日に東京電力のコマーシャル「バヂャー家シリーズ」のイメージソングとして使用された「STAR」、1996年5月21日にTBS系報道番組『筑紫哲也 NEWS23』（1989年 - 2008年）のエンディングテーマとして使用された「メロディー」、同年7月21日にフジテレビ系テレビドラマ『コーチ』（1996年）の主題歌として使用された「田園」（1996年）がそれぞれシングルカットされた。本作収録曲である「ヘイ!ヘイ!」は玉置自身が出演した協和発酵「アジアン」のコマーシャルソングとして使用され、「愛を伝えて」はNHK総合バラエティ番組『バラエティーざっくばらん』（1994年 - 1996年）において5月度のテーマソングとして使用された。
本作に関するテレビ出演として、1996年9月2日放送のフジテレビ系音楽番組『HEY!HEY!HEY! MUSIC CHAMP』（1994年 - 2012年）にトークなしの歌のみで出演し「田園」を披露した他、同年9月6日放送のテレビ朝日系音楽番組『ミュージックステーション』（1986年 - ）に出演し「田園」を披露した。本作を受けてのコンサートツアーは「Concert Tour 1996 CAFE JAPAN」と題し、本作のリリース日である1996年9月13日の和光市民文化センターサンアゼリア大ホール公演から翌1997年2月3日の北海道厚生年金会館公演まで、全国42都市45公演が実施された。同ツアー実施中の11月29日、腹部に異常を感じた玉置はそのままコンサートを行ったものの、公演終了後に激痛を訴え入院する事となった。病名は憩室炎と診断され、腸の病気のため食事が出来ず、点滴のみで10日間過ごしたために15キロも体重が減少する事態となった。玉置は同年12月31日放送のNHK総合音楽番組『第47回NHK紅白歌合戦』（1996年）にソロとして初出場が予定されていたが、憩室炎からの病み上がりであったためリハーサルにおいて代役を立てており、当日も放送開始12分前に会場入りするなど体調面は万全ではなかったが、2部の5組目としてバックバンドをTOKIOが担当した上で「田園」を歌唱、視聴率59.9%の結果となり歌手別最高視聴率を獲得した。
本作は2018年8月15日にBlu-spec CD2、紙ジャケット仕様で再リリースされた。2022年11月3日にはアナログレコードの普及を目的とした東洋化成によるイベント「レコードの日 2022」の開催に伴い、本作を含む玉置のアルバム4作品が初レコード化された。2025年6月18日には前述のレコードが完全生産限定のアンコールプレスとして、重量盤にて再リリースされた。

## アートワーク
ジャケット写真は「田園」のミュージック・ビデオで玉置が披露したコスプレ姿で、表はギターを抱えた魔法使い、白いアイマスクを付けたコートの男、中国人等のコスプレ姿、裏は麦わら帽をかぶった農夫がおにぎりを食べている姿に扮した玉置が写っている。前述のキャラクター達には設定があり、カフェ・ジャパンの裏で農家を営んでいる農夫がカフェ・ジャパンの支配人でありオーナー、中国服の男は謎のマネージャーとなっている。また、玉置は「このカフェ・ジャパンに人生で迷ったヤツが来る!」と述べ、仮面の男はその中の一人であるという。また本作のコンセプトとして「仮面の男はカフェ・ジャパンに来た事で救われ、『自分はこれでいいんだ』と最後に仮面を取って晴れやかな顔になる、その時空には虹がかかっている」という構想であると玉置は述べている。同時期に須藤は安全地帯でのメイク・アップされたイメージから、麦わら帽子を着用しタオルを巻いておにぎりを持つというイメージチェンジに関して、自身の趣向には合っていたが「玉置さん、ほんとにいいんですか?」という感想を持ったと述べている。

## 批評、チャート成績
| 専門評論家によるレビュー | 専門評論家によるレビュー |
| レビュー・スコア         | レビュー・スコア         |
| 出典                     | 評価                     |
| ------------------------ | ------------------------ |
| CDジャーナル             | 肯定的                   |
| OKMusic                  | 肯定的                   |

本作の音楽性や玉置の歌唱力に関しては肯定的な意見が挙げられており、音楽情報サイト『CDジャーナル』では、同時期の玉置がビジュアル面でも音楽面でも「かなりハジけてる」と指摘し、玉置の自然体で人間味あふれる地の部分が出た作品であると主張した上で、「彼自身が楽しんで歌っているのがわかるし、聴いてて元気になるような歌ばかり」と称賛した他、ほぼ全ての演奏を玉置自身が手掛けている事に関して「文字通りのソロとなっている点も聴きどころ」であると肯定的に評価している。音楽情報サイト『OKMusic』にて帆苅は、本作は玉置自らが楽しんで制作した作品であると指摘し、ほぼ全ての楽器を玉置が担当している事を指摘した上で、多重録音である事を感じさせないサウンドである事や「田園」のような力強い曲から「STAR」のようなウイスパーボイスまで使いこなす玉置の歌唱力を絶賛、また7曲目以降はミドルテンポの曲が多くファンの間でも賛否両論であるが「聴きどころは満載」であると指摘、最終曲が「メロディー」である事に関しては「アルバムのフィナーレに相応しい大団円感を生んでいると見ることもできる。個人的には巧みな締め括りだと思う」と称賛した。さらに歌詞に「愛」という言葉が多用されている点にも着目し、玉置が本作に愛情を注いだ結果であると推測した。
本作はオリコンアルバムチャートにおいて最高位第4位の登場回数20回となり、売り上げ枚数は43.4万枚となった。本作の売り上げ枚数は玉置のアルバム売上ランキングにおいて第1位となっている。2022年に実施されたねとらぼ調査隊による玉置のアルバム人気ランキングでは第3位、2023年に実施された同ランキングでは第2位、2024年に実施された同ランキングでは第3位となった。

## 収録曲
- CDブックレットに記載されたクレジットを参照[44]。

| #         | タイトル        | 作詞               | 作曲      | 編曲                 | 時間  |
| --------- | --------------- | ------------------ | --------- | -------------------- | ----- |
| 1.        | 「ファミリー」  | 玉置浩二           | 玉置浩二  | 玉置浩二、安藤さと子 | 3:50  |
| 2.        | 「CAFE JAPAN」  | 玉置浩二、須藤晃   | 玉置浩二  | 玉置浩二、藤井丈司   | 3:26  |
| 3.        | 「田園」        | 玉置浩二、須藤晃   | 玉置浩二  | 玉置浩二、藤井丈司   | 3:39  |
| 4.        | 「ヘイ!ヘイ!」  | 玉置浩二、須藤晃   | 玉置浩二  | 玉置浩二             | 3:19  |
| 5.        | 「STAR」        | 玉置浩二、田村コウ | 玉置浩二  | 玉置浩二             | 4:09  |
| 6.        | 「SPECIAL」     | 須藤晃             | 玉置浩二  | 玉置浩二、藤井丈司   | 4:24  |
| 7.        | 「フラッグ」    | 須藤晃             | 玉置浩二  | 玉置浩二             | 4:23  |
| 8.        | 「Honeybee」    | 玉置浩二、須藤晃   | 玉置浩二  | 玉置浩二             | 4:26  |
| 9.        | 「愛を伝えて」  | 玉置浩二           | 玉置浩二  | 玉置浩二             | 3:09  |
| 10.       | 「あの時代に…」 | 玉置浩二、須藤晃   | 玉置浩二  | 玉置浩二、安藤さと子 | 3:49  |
| 11.       | 「メロディー」  | 玉置浩二           | 玉置浩二  | 玉置浩二             | 4:40  |
| 合計時間: | 合計時間:       | 合計時間:          | 合計時間: | 合計時間:            | 43:14 |

## スタッフ・クレジット
- CDブックレットに記載されたクレジットを参照[45]。

### 参加ミュージシャン
| 1. 「ファミリー」 - 玉置浩二 – パーカッション、ドラムス、アコースティック・ギター、エレクトリック・ギター、エレクトリック・ギターソロ - 安藤さと子 – キーボード 2. 「CAFE JAPAN」 - 玉置浩二 – パーカッション、ドラムス、アコースティック・ギター、エレクトリック・ギター、カズー - 藤井丈司 – コンピュータプログラミング、キーボード - 安藤さと子 – キーボード 3. 「田園」 - 玉置浩二 – パーカッション、ドラムス、アコースティック・ギター、エレクトリック・ギター - 藤井丈司 – コンピュータプログラミング、キーボード 4. 「ヘイ! ヘイ!」 - 玉置浩二 – パーカッション、ドラムス、ベース、アコースティック・ギター、エレクトリック・ギター、エレクトリック・ギターソロ - 安藤さと子 – キーボード - The Asians – コーラス 5. 「STAR」 - 玉置浩二 – パーカッション、アコースティック・ギター、エレクトリック・ギター、エレクトリック・ギターソロ 6. 「SPECIAL」 - 玉置浩二 – パーカッション、アコースティック・ギター、エレクトリック・ギター - 藤井丈司 – コンピュータプログラミング、キーボード | 1. 「フラッグ」 - 玉置浩二 – パーカッション、ドラムス、ベース、アコースティック・ギター、エレクトリック・ギター、エレクトリック・ギターソロ - 鈴木茂 – エレクトリック・ギター - 安藤さと子 – キーボード 2. 「Honeybee」 - 玉置浩二 – パーカッション、ドラムス、ベース、アコースティック・ギター、エレクトリック・ギター、エレクトリック・ギターソロ - 安藤さと子 – キーボード 3. 「愛を伝えて」 - 玉置浩二 – パーカッション、ベース、アコースティック・ギター、アコースティック・ギターソロ - 安藤さと子 – キーボード - "CAFE" & "JAPAN" – キャットベル 4. 「あの時代に…」 - 玉置浩二 – パーカッション、ドラムス、ベース、アコースティック・ギター、エレクトリック・ギター - 安藤さと子 – キーボード 5. 「メロディー」 - 田中裕二 – ドラムス - 六土開正 – ベース - 矢萩渉 – エレクトリック・ギター - 玉置浩二 – エレクトリック・ギター、、アコースティック・ギター、エレクトリック・ギターソロ - 安藤さと子 – キーボード |

### 録音スタッフ
- 玉置浩二 – プロデューサー
- 須藤晃 – プロデューサー、ディレクター
- 中沢慎太郎 – ディレクター
- 田中邦明 – レコーディング・エンジニア、ミキシング・エンジニア
- 田中三一 – マスタリング・エンジニア
- 松尾順二 – セカンド・エンジニア
- 藤原成文 – アシスタント・エンジニア
- 曽我直美 – アシスタント・エンジニア
- 佐々木志了 – アシスタント・エンジニア
- 玉井玄太 – アシスタント・エンジニア
- 栗花落洋一 – アシスタント・エンジニア
- 松井敦史 – アシスタント・エンジニア
- 塩月博之 – アシスタント・エンジニア

### 美術スタッフ
- 山本晃 – アート・ディレクション
- 川本みちえ – デザイン
- 征矢直行 – コンピュータグラフィックス
- ヒロ伊藤 – 写真撮影
- IMAGE DEVICE – プロダクション・ユニット
- 小玉美和 – スタイリスト
- 奥田真理 – スタイリスト
- 五十嵐ちはる – ヘアーメイク
- すがぬまさおり – コーディネーション

### 制作スタッフ
- RIGHT STAFF – マネージメント・オフィス
- PRESTAGE – マネージメント・オフィス
- 安田洋文 – マネージャー
- 佐藤喜代美 – マネージャー
- 山下昭和 – マネージャー
- 大津敏博 – プロモーション・スタッフ
- 内田久喜 – プロモーション・スタッフ
- 金子洋明 – エグゼクティブ・プロデューサー
- 濱野啓介 – エグゼクティブ・プロデューサー
- フランキー堺 – スペシャル・サンクス

## チャート、認定
| チャート         | 最高順位 | 登場週数 | 売上数   | 出典        |
| ---------------- | -------- | -------- | -------- | ----------- |
| 日本（オリコン） | 4位      | 20回     | 43.4万枚 | [ 2 ] [ 3 ] |

| 国/地域 | 認定組織         | 日付       | 認定     | 売上数   | 出典   |
| ------- | ---------------- | ---------- | -------- | -------- | ------ |
| 日本    | 日本レコード協会 | 1996年9月  | ゴールド | 200,000+ | [ 46 ] |
| 日本    | 日本レコード協会 | 1996年11月 | プラチナ | 400,000+ | [ 4 ]  |

## リリース日一覧
| No. | リリース日    | レーベル                                     | 規格         | カタログ番号 | 備考                           | 出典          |
| --- | ------------- | -------------------------------------------- | ------------ | ------------ | ------------------------------ | ------------- |
| 1   | 1996年9月13日 | ソニー・ミュージックレコーズ                 | CD           | SRCL-3302    | 初回限定盤のみ3Dジャケット仕様 | [ 38 ] [ 47 ] |
| 2   | 1996年9月13日 | ソニー・ミュージックレコーズ                 | MD           | SRYL-7209    |                                |               |
| 3   | 2012年11月7日 | ソニー・ミュージックダイレクト               | AAC-LC       | -            | デジタル・ダウンロード         | [ 48 ]        |
| 4   | 2012年11月7日 | ソニー・ミュージックダイレクト               | ロスレスFLAC | -            | デジタル・ダウンロード         | [ 49 ]        |
| 5   | 2018年8月15日 | ソニー・ミュージックダイレクト／GT music     | BSCD2        | MHCL-30523   | 紙ジャケット仕様               | [ 39 ] [ 50 ] |
| 6   | 2022年11月3日 | ソニー・ミュージックダイレクト／GREAT TRACKS | LP           | MHJL-230     | 初LP化、完全生産限定盤         | [ 51 ]        |
| 7   | 2025年6月18日 | ソニー・ミュージックダイレクト／GREAT TRACKS | LP           | MHJL-433     | 重量盤、完全生産限定盤         | [ 52 ]        |